# Joseph Heinrich Lange
Joseph Heinrich Lange (Bremen, 1784 - 1816) fou organista i compositor alemany del Classicisme, casat amb Margaretha Oeverman (1822 - 1891).
De molt jove assolí la plaça d'organista de l'església principal de la seva vila nadiua.
Va publicar:
- Vierstimmig angesetztes Choralbuch zu dem neuen Bremischen Gesangbuche;
- Melodien zum neuen Bremer Gesangbuche für Schulen und zum Privatgebrauche;
- Melodie für eine und mehrere Singstimmen;
- La cançó de Mignon (1833).
- Liederbuche für Schulen (Llibre de cançons per a les escoles)